# Skate Canada International 2010
Skate Canada International 2010 – drugie w kolejności zawody łyżwiarstwa figurowego z cyklu Grand Prix 2010/2011. Zawody rozgrywano od 28 do 31 października 2010 roku w hali K-Rock Centre w Kingston.
Zwycięstwo w konkurencji solistów odniósł reprezentant gospodarzy, Kanadyjczyk Patrick Chan. Wśród solistek złoty medal zdobyła Amerykanka Alissa Czisny. W parach sportowych zwycięstwo odnieśli reprezentanci Rosji Lubow Iluszeczkina i Nodari Maisuradzie. Wśród par tanecznych triumfowali Kanadyjczycy Vanessa Crone i Paul Poirier.

## Wyniki

### Soliści

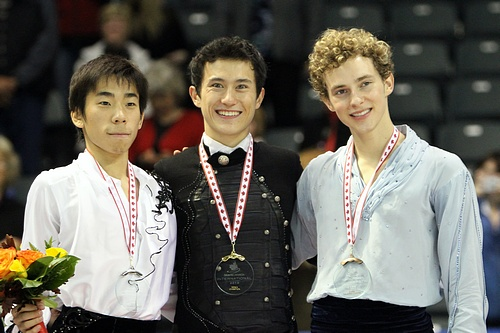
Medaliści w konkurencji solistów, od lewej Nobunari Oda (JPN), Patrick Chan (CAN), Adam Rippon (USA)

| Poz. | Zawodnik             | Nota łączna | SP | SP    | FS | FS     |
| ---- | -------------------- | ----------- | -- | ----- | -- | ------ |
| 1    | Patrick Chan         | 239,52      | 4  | 73,20 | 1  | 166,32 |
| 2    | Nobunari Oda         | 236,52      | 1  | 81,37 | 3  | 155,15 |
| 3    | Adam Rippon          | 233,04      | 3  | 77,53 | 2  | 155,51 |
| 4    | Kevin Reynolds       | 218,65      | 2  | 80,09 | 6  | 138,56 |
| 5    | Javier Fernández     | 210,85      | 6  | 66,74 | 4  | 144,11 |
| 6    | Alban Préaubert      | 209,05      | 5  | 69,71 | 5  | 139,34 |
| 7    | Artur Gaczinski      | 204,08      | 7  | 66,57 | 7  | 137,51 |
| 8    | Jeremy Ten           | 191,86      | 9  | 60,70 | 8  | 131,16 |
| 9    | Yasuharu Nanri       | 188,96      | 8  | 61,00 | 9  | 127,96 |
| 10   | Grant Hochstein      | 181,65      | 12 | 56,98 | 10 | 124,67 |
| 11   | Kristoffer Berntsson | 175,84      | 11 | 57,49 | 11 | 118,35 |
| 12   | Paolo Bacchini       | 167,60      | 10 | 59,78 | 12 | 107,82 |

### Solistki

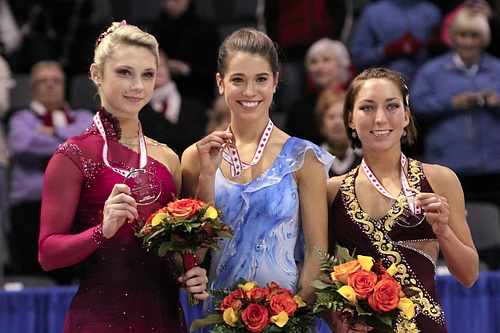
Medalistki w konkurencji solistek, od lewej Ksienija Makarowa (RUS), Alissa Czisny (USA), Amélie Lacoste (CAN)

| Poz. | Zawodniczka       | Nota łączna | SP  | SP    | FS  | FS     |
| ---- | ----------------- | ----------- | --- | ----- | --- | ------ |
| 1    | Alissa Czisny     | 172,37      | 4   | 55,95 | 1   | 116,42 |
| 2    | Ksienija Makarowa | 165,00      | 2   | 57,90 | 2   | 107,10 |
| 3    | Amélie Lacoste    | 157,26      | 5   | 55,30 | 4   | 101,96 |
| 4    | Cynthia Phaneuf   | 156,24      | 1   | 58,24 | 7   | 98,00  |
| 5    | Haruka Imai       | 154,54      | 6   | 52,52 | 3   | 102,02 |
| 6    | Agnes Zawadzki    | 154,35      | 3   | 56,29 | 6   | 98,06  |
| 7    | Myriane Samson    | 152,05      | 7   | 51,62 | 5   | 100,43 |
| 8    | Valentina Marchei | 137,78      | 9   | 45,57 | 8   | 92,21  |
| 9    | Fumie Suguri      | 132,84      | 8   | 48,17 | 10  | 84,67  |
| 10   | Sonia Lafuente    | 131,20      | 10  | 42,76 | 9   | 88,44  |
| 11   | Alexe Gilles      | 125,64      | 11  | 41,02 | 11  | 84,62  |
| WD   | Sarah Meier       | DNS         | DNS | DNS   | DNS | DNS    |

### Pary sportowe

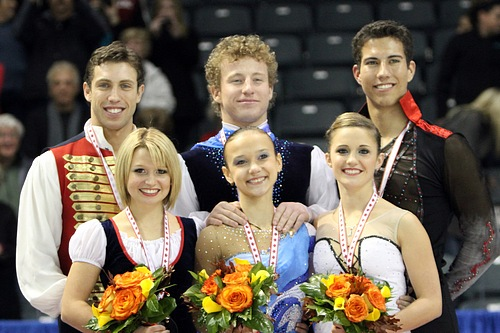
Medaliści w parach sportowych, od lewej Kirsten Moore-Towers / Dylan Moscovitch (CAN), Lubow Iluszeczkina / Nodari Maisuradzie (RUS), Paige Lawrence / Rudi Swiegers (CAN)

| Poz. | Zawodnicy                               | Nota łączna | SP | SP    | FS | FS     |
| ---- | --------------------------------------- | ----------- | -- | ----- | -- | ------ |
| 1    | Lubow Iluszeczkina / Nodari Maisuradzie | 171,40      | 1  | 60,72 | 2  | 110,68 |
| 2    | Kirsten Moore-Towers / Dylan Moscovitch | 170,92      | 5  | 53,68 | 1  | 117,24 |
| 3    | Paige Lawrence / Rudi Swiegers          | 161,15      | 3  | 56,14 | 3  | 105,01 |
| 4    | Marissa Castelli / Simon Shnapir        | 159,85      | 2  | 56,34 | 5  | 103,51 |
| 5    | Meagan Duhamel / Eric Radford           | 158,53      | 4  | 54,80 | 4  | 103,73 |
| 6    | Britney Simpson / Nathan Miller         | 134,05      | 6  | 46,39 | 6  | 87,66  |
| 7    | Dong Huibo / Wu Yiming                  | 129,26      | 7  | 43,53 | 7  | 85,73  |
| 8    | Stacey Kemp / David King                | 125,52      | 8  | 43,50 | 8  | 82,02  |

### Pary taneczne

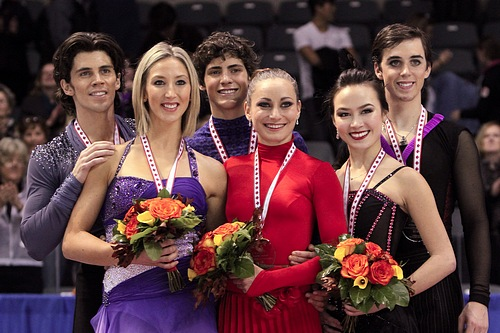
Medaliści w parach tanecznych, od lewej Sinead Kerr / John Kerr (GBR), Vanessa Crone / Paul Poirier (CAN), Madison Chock / Greg Zuerlein (USA)

| Poz. | Zawodnicy                            | Nota łączna | SD | SD    | FD | FD    |
| ---- | ------------------------------------ | ----------- | -- | ----- | -- | ----- |
| 1    | Vanessa Crone / Paul Poirier         | 154,42      | 2  | 62,95 | 1  | 91,47 |
| 2    | Sinead Kerr / John Kerr              | 149,80      | 1  | 62,96 | 3  | 86,84 |
| 3    | Madison Chock / Greg Zuerlein        | 139,05      | 4  | 54,19 | 4  | 84,86 |
| 4    | Alexandra Paul / Mitchell Islam      | 138,16      | 6  | 50,55 | 2  | 87,61 |
| 5    | Pernelle Carron / Lloyd Jones        | 136,03      | 3  | 54,43 | 5  | 81,60 |
| 6    | Kristina Gorszkowa / Witalij Butikow | 127,45      | 5  | 51,56 | 6  | 75,89 |
| 7    | Sarah Arnold / Justin Trojek         | 107,64      | 8  | 40,07 | 7  | 67,57 |
| 8    | Stefanie Frohberg / Tim Giesen       | 105,10      | 7  | 43,00 | 8  | 62,10 |
| 9    | Rachel Tibbetts / Collin Brubaker    | 95,86       | 9  | 36,88 | 9  | 58,98 |